# Brassocattleya
Brassocattleya o  Brasso-cattleya, (abreviado Bc.) en el comercio, es un híbrido intergenérico entre los géneros de orquídeas Brassavola y Cattleya.

## Especies
- Brassocattleya arauji Pabst & A.F.Mello, Bradea 2: 186 (1977).
- Brassocattleya felisminiana Campacci, Bol. CAOB 53: 18 (2004).
- Brassocattleya lindleyana Rolfe, Gard. Chron., III, 1889: 78 (1889).
- Brassocattleya litoralis Campacci, Bol. CAOB 55: 88 (2004).
- Brassocattleya rubyi Braga, Acta Amazon. 8: 371 (1978).